# Playing for Keeps (2012)
Playing for Keeps is een Amerikaanse komediefilm uit 2012 met in de hoofdrol Gerard Butler. De film ontving slechte recensies en was geen succes in de bioscopen. Jessica Biel was genomineerd voor een Razzie maar won niet.

## Rolverdeling
- Gerard Butler - George Dryer
- Jessica Biel - Stacie Dryer
- Uma Thurman - Patti King
- Catherine Zeta-Jones - Denise
- Dennis Quaid - Carl King
- Judy Greer - Barb